# ديسقوريدس

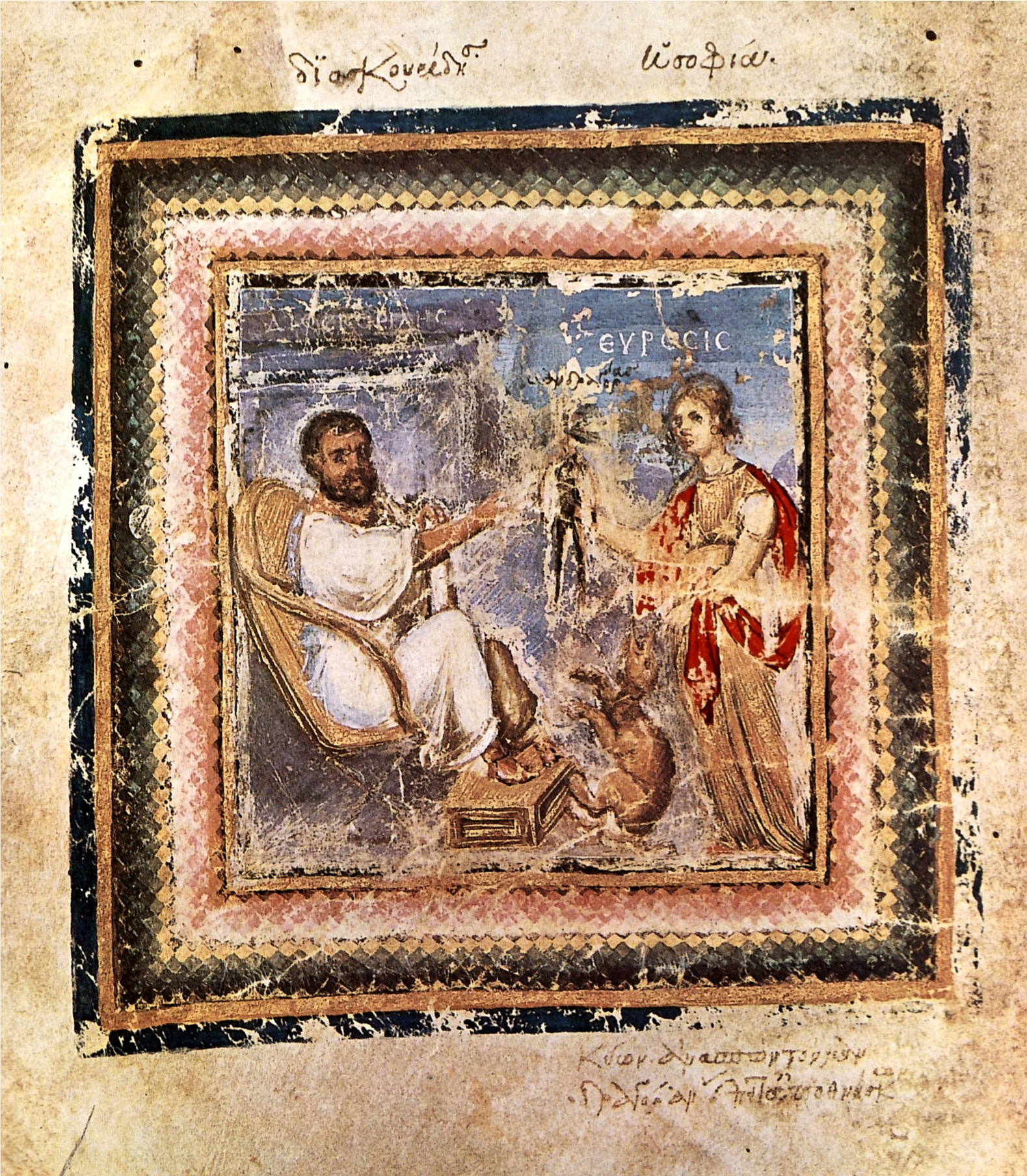
ديوسقوريدوس

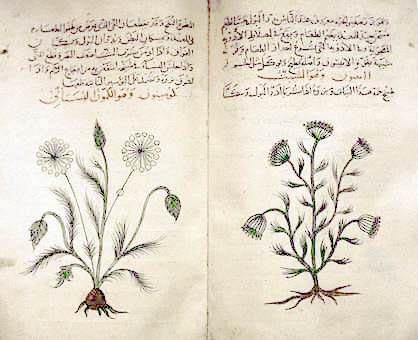
صفحتان من ترجمة كتاب ديسقوريدس تظهران الشبت والكمون

ديسكوريد أو دِيُسقُورِيدِس (اسمه الكامل: ديوسقوريدس فيدانيوس؛ باليونانية: Διοσκουρίδης)، طبيب يوناني. وُلد في عَيْن زَرْبَة في قيليقية (منطقة بشمال الجزيرة السورية وجنوب شرق تركيا حالياً) حوالي سنة 40م وتوفي حوالي سنة 90م.
درس الطب في الإسكندرية ثم في أثينا، حيث تتلمذ على يد ثاوفرسطس، ثم أتى روما فأصبح طبيباً عسكرياً في الفرقة الأجنبية في عهد الإمبراطور الروماني نيرون. طاف بين سنة 54 و68 للميلاد في قسم كبير من أوروبا واستفاد من رحلاته لتعميق معارفه السريرية والنباتية، واستمد منها عناصر كتاب يعد أول وصف للأدوية وتحضيرها باستخدام الأعشاب الطبية.
يُعرف كتابه لدى الغرب باللاتينية بـ(de Materia Medica). وقد نقل اصْطَفن بن بَسِيل كتاب ديسقوريدوس إلى اللغة العربية، ثم راجعه أستاذه حنين بن إسحاق. ويُعرف الكتاب في المصادر العربية بعدة عناوين:
1. كتاب الحشائش
2. كتاب الحشائش والأدوية
3. كتاب الخمس مقالات
4. المقالات الخمس
5. هيولى الطب
6. كتاب ديسقوريدوس في الأدوية المفردة.

## معرض صور

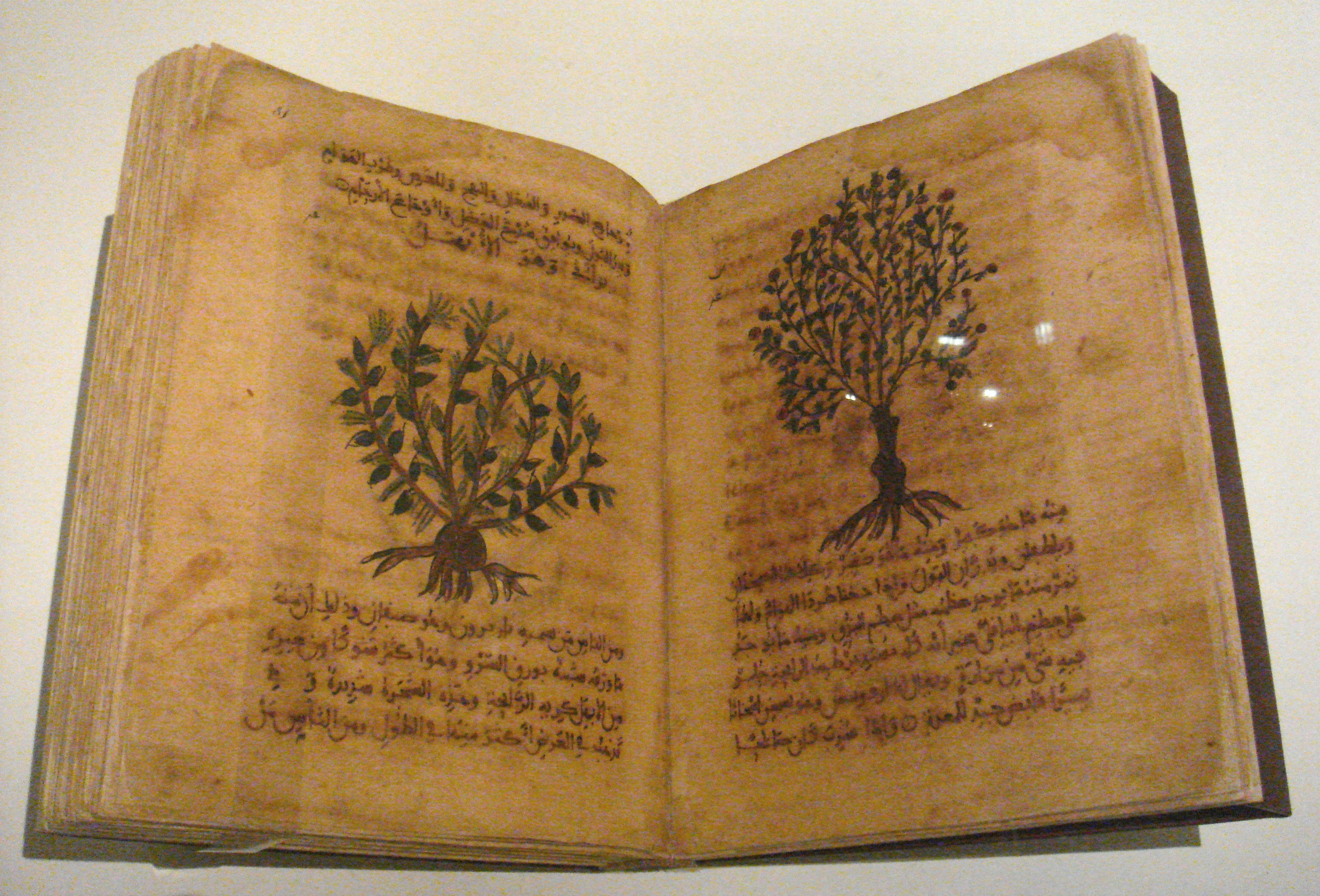
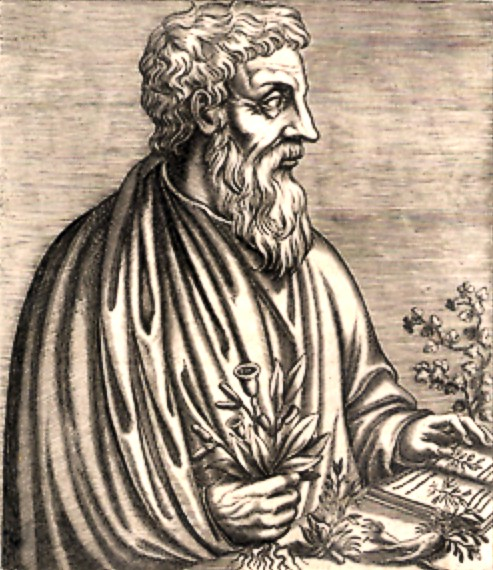
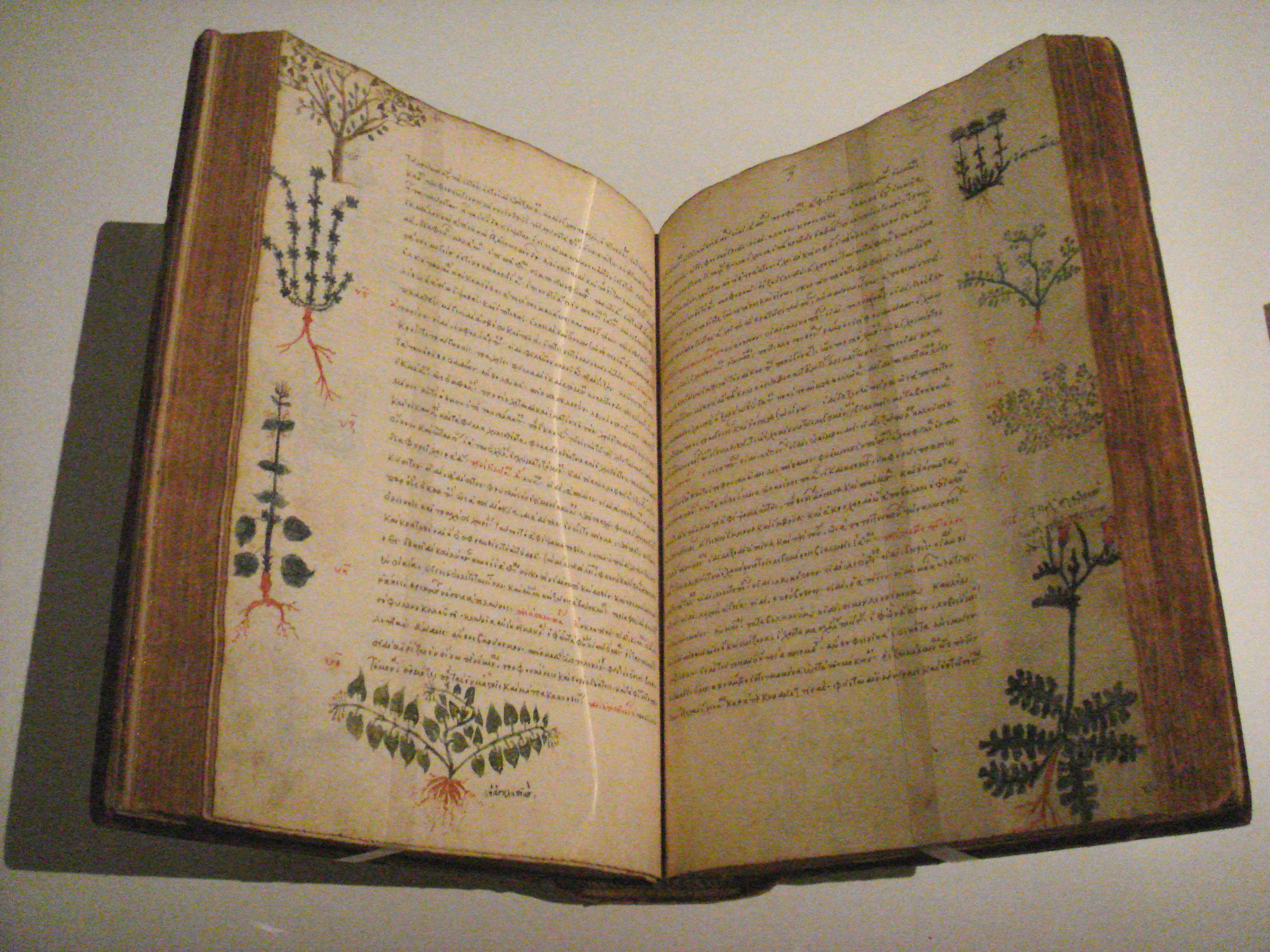